# Fier

Fier er en by i det sydvestlige Albanien, med ca. 55.845(2011) indbyggere. Byen er hovedstad i et præfekturet Fier.
Omtrent 8 km vest for byen ligger Apollonias Arkæologiske Museum, der beskæftiger sig med udgravninger fra den oldgræske by Apollonia.
- Wikimedia Commons har flere filer relateret til Fier

1. 1 2  Albania: Prefectures and Major Cities - Population Statistics, Maps, Charts, Weather and Web Information, Citypopulation.de, hentet 20. juli 2024 (fra Wikidata).